# Кубок Президента з футболу 2020
Кубок Президента з футболу 2020 — 7-й розіграш турніру. Матч був запланований на 9 лютого 2020 року між чемпіоном Ірландії клубом Дандолк та володарем кубка Ірландії клубом Шемрок Роверс. Через проходження Шторму Кіара та відповідні складні погодні умови турнір було перенесено. Пізніше через пандемію COVID-19 змагання взагалі було скасовано.

## Матч

### Деталі
| 9 лютого 2020 17:00 (EEST) |

| Дандолк |          | Шемрок Роверс |
| ------- | -------- | ------------- |
|         | Протокол |               |

| Оріел Парк, Дандолк |